# فارم ایزی
فارم ایزی (PharmEasy) یک شرکت آنلاین داروسازی هندی است که داروها، تجهیزات تشخیصی و بهداشت از راه دور را به صورت آنلاین به فروش می‌رساند. 

## تاریخچه
این شرکت در سال 2015 توسط دارمیل شیث و داوال شاه در بمبئی با سرمایهٔ اولیه از سوی والدین آنها تأسیس شد.  این شرکت می‌خواست فراتر از بازار بمبئی گسترش یابد، اما مشکلی که بر سر راه آنها وجود داشت، این بود که در بمبئی داروخانه‌های آنلاین غیرقانونی به شمار می‌رفتند و بسیاری از داروخانه‌های سنتی و انجمن شیمیدانان یک اعتراض خیابانی را سازماندهی و در آن شرکت کردند. علی‌رغم اعتراض‌ها، سرمایه‌گذاران علاقه نشان دادند و این شرکت بودجهٔ سری A خود را دریافت کرد. در سال ۲۰۲۰، فارم ایزی با ای‌پی‌آی هولدینگ که شرکت مادر بود، ادغام شد. در سال ۲۰۲۱، گزارش شد که این شرکت در حال خرید تایروکر است. 

## رقابت
تعداد دیگری شرکت آنلاین داروسازی دیگر از جمله نت‌مدز، میلی گرم (خریداری شده توسط تاتا) و داروخانهٔ آمازون در بازار رقابت وجود دارد.  کن جایگاه شرکت را به عنوان یک بازیگر یکپارچه فناوری سلامت زیر سوال برد و داستان شرکت را بیشتر گیج کننده خواند تا قانع‌کننده. 

## اعتراض به ادغام مدلایف و فارم ایزی
در سال ۲۰۲۰، این دو سازمان در حال مذاکره برای ادغام بودند که این امر مورد توجه کمیسیون رقابت هند (CCI) قرار گرفت؛ کمیسیونی که باید ادغام را تأیید کند. این ادغام توسط انجمن شیمیدان و توزیع‌کنندگان جنوبی (SCDA) مورد اعتراض قرار گرفت و اعلام شد که چنین ادغامی باید رد شود؛ زیرا فروش آنلاین دارو در هند غیرقانونی است. فروش آنلاین داروها البته بعدا قانونی شد و این ادغام در سال ۲۰۲۱ تکمیل شد. 